# روبرت موغابي
روبرت غابريل كاريجامومبي موغابي (21 فبراير 1924 - 6 سبتمبر 2019)  (بالإنجليزية: Robert Gabriel Karigamombe Mugabe)‏ أول رئيس حكومة (1980-1987)، ثاني رئيس لزيمبابوي (1987 - 2017)، وذلك قبل أن يستقيل في 21 نوفمبر 2017 بعد انقلاب عسكري عليه أنهى حكمه الذي استمر طيلة ثلاثين عامًا.

## زابو
أسس جوشوا نكومو حركة سياسية نضالية أفريقية اتحاد شعب زيمبابوي الأفريقي (زابو) "ZAPU" عام 1961 ورفعت شعار المساواة في الحقوق الانتخابية بين السود والمستوطنين البيض في روديسيا (سابقا).
حظرت السلطات البريطانية الاستعمارية حركة زابو في عام 1962 وتعرضت لانشقاق تمخض عن ولادة حركة زانو "ZANU" بقيادة (سيشولي وروبرت موغابي) وقد عمل جوشوا نكومو على التفاوض مع البريطانيين من أجل إقامة اتحاد أفريقيا الوسطى دون نتيجة.

## دراساته
مارس موغابي التدريس لفترة قصيرة، توجه في أعقابها إلى جامعة فورت هير في جنوب أفريقيا وتخرج منها عام 1951، وقابل في أثناء دراسته عددا من الزعماء الأفارقة الذين كان لهم شأن في وقت لاحق في تاريخ هذه القارة، ومنهم جوليوس نيريري، وهربرت شيتيبو وروبرت سوبوكوي، وكينيث كاوندا.
استأنف موغابي دراساته العليا في درايفونتين عام 1952، وساللسبيري عام 1953، وجويلو عام 1954، وتنزانيا من عام 1955 حتى عام 1957، وفي وقت لاحق التحق موغابي بأكاديمية أتشيموتا، والمعروفة حالية باسم مدرسة أتشيموتا الثانوية، وتقع في أكرا عاصمة غانا، واستمر في الدراسة هناك منذ عام 1958 حتى عام 1960.
حصل موغابي على ثماني شهادات جامعية تراوح بين البكالوريوس والماجستير والدكتوراة، بينما كانت التخصصات التي يحب دراستها هي التربية، والاقتصاد، وقد حصل على بعض هذه الشهادات من جامعات لندن وجنوب إفريقيا بواسطة التعليم عن بعد، كما أن روبرت موغابي حصل على العديد من الدرجات الجامعية الفخرية من عدة جامعات عالمية.

## عوده موغابي إلى مسقط رأسه
عاد موغابي إلى مسقط رأسه عام 1960، والتحق بالحزب الديمقراطي القومي، والتي أصبحت فيما بعد حركة (اتحاد شعب زيمبابوي الإفريقي) وقد حظر الحزب والحركة بمعرفة حكومة إيان سميث، وفي هذا الوقت كان موغابي قد ترك الحركتين للانضمام عام 1963 للاتحاد القومي لزيمبابوي الإفريقية، والتي تم تأسيسها في ذات السنة على يد بعض المثقفين في زيمبابوي الذين كان من بينهم المحامي هربرت تشيتيبو زميل الدراسة القديم في جنوب إفريقيا، وانشق هذا الاتحاد إلى ثلاثة أجزاء رئيسية تزعم موغابي واحدا منها، والمثير أن موغابي ألقي القبض عليه على يد بعض الزعماء القوميين المنافسين.
في 1964 اعتقلت السلطات البريطانية الزعماء الأفارقة في روديسيا بمن فيهم روبرت موغابي وجوشوا نكومو وإيدسون زفوبجو عام 1964 وظلوا في السجن مدة طويلة اقتربت من السنوات العشر، وفي هذه الأثناء بدأ موغابي تعلم القانون.

## المنفى
عام 1974 إطلق سراحه، ترك موغابي روديسيا وتوجه إلى موزمبيق وتولى بنفسه قيادة جيش زانو الذي تموله الصين والمعروف باسم جيش التحرير الزيمبابوي الإفريقي القومي. في 18 مارس 1975 قتل تشيبوتو بواسطة عملية اغتيال ناجحة حين كان في زيارة إلى زامبيا، وأدين أحد قادة جيش التحرير بهذه العملية، وفي وقت لاحق من ذات السنة شكل موغابي ميليشيا خاصة به.
في هذه الأثناء كان هنري كيسنجر يمارس ضغوطه على البريطانيين للقبول بمبدأ أن حكم الأقلية البيضاء لا يمكن أن يستمر إلى الأبد في إفريقيا، وهو ما مهد الطريق للحديث عن حكومة يتم فيها اقتسام السلطة تجهز لأول انتخابات في البلاد، وعلى الرغم من فوز (المجلس القومي لإفريقيا المتحدة) بزعامة آبل موزوريوا في الانتخابات إلا أن جبهة موغابي لم تعترف بنتائج الانتخابات وكذلك جبهة جوشوا نكومو واستمرا في القتال، واستجابت الحركات المتصارعة لدعوات الحوار في عام 1979، وانتهت المحادثات بإقرار دستور جديد لجمهورية زيمبابوي الجديدة، وتم تحديد موعد إجراء الانتخابات في فبراير/شباط 1980.

## الانتخابات
طبقا للمباحثات فإن موغابي كان سيصل آمنا إلى البلاد مع قبوله بأن تكون هناك 20 مقعدا محجوزة للنواب البيض في البرلمان وبعدم تغيير الدستور لمدة عشر سنوات قادمة، وبالفعل وصل موغابي إلى بلاده وسط مظاهرات ترحيب صاخبة عام 1979، وفاز موغابي بالانتخابات ورأس موغابي أول حكومة لبلاده في 4 مارس 1980.

## الزواج
التقى موغابي بزوجته الأولى التي تعود أصولها إلى غانا (سالي هايفرون) المولودة عام 1933 توفيت في عام 1992، ودفنت في مقابر الأبطال القوميين في هراري.
شعر موغابي بحاجته للزواج قبل أن تلقى زوجته حتفها بعامين، وعلى الرغم من أن تعاليم ديانته المسيحية تحظر اتخاذ أكثر من زوجة إلا أنه لم يصبر على الاحتفال بزواجه من سكرتيرته السابقة جريس ماروفو التي كانت في نهاية العشرينيات من عمرها في ذلك الوقت.
في 17 أغسطس 1996 أعاد موغابي زواجه من ماروفو طبقا للمراسم الدينية الرومانية الكاثوليكية.

## انتقادات

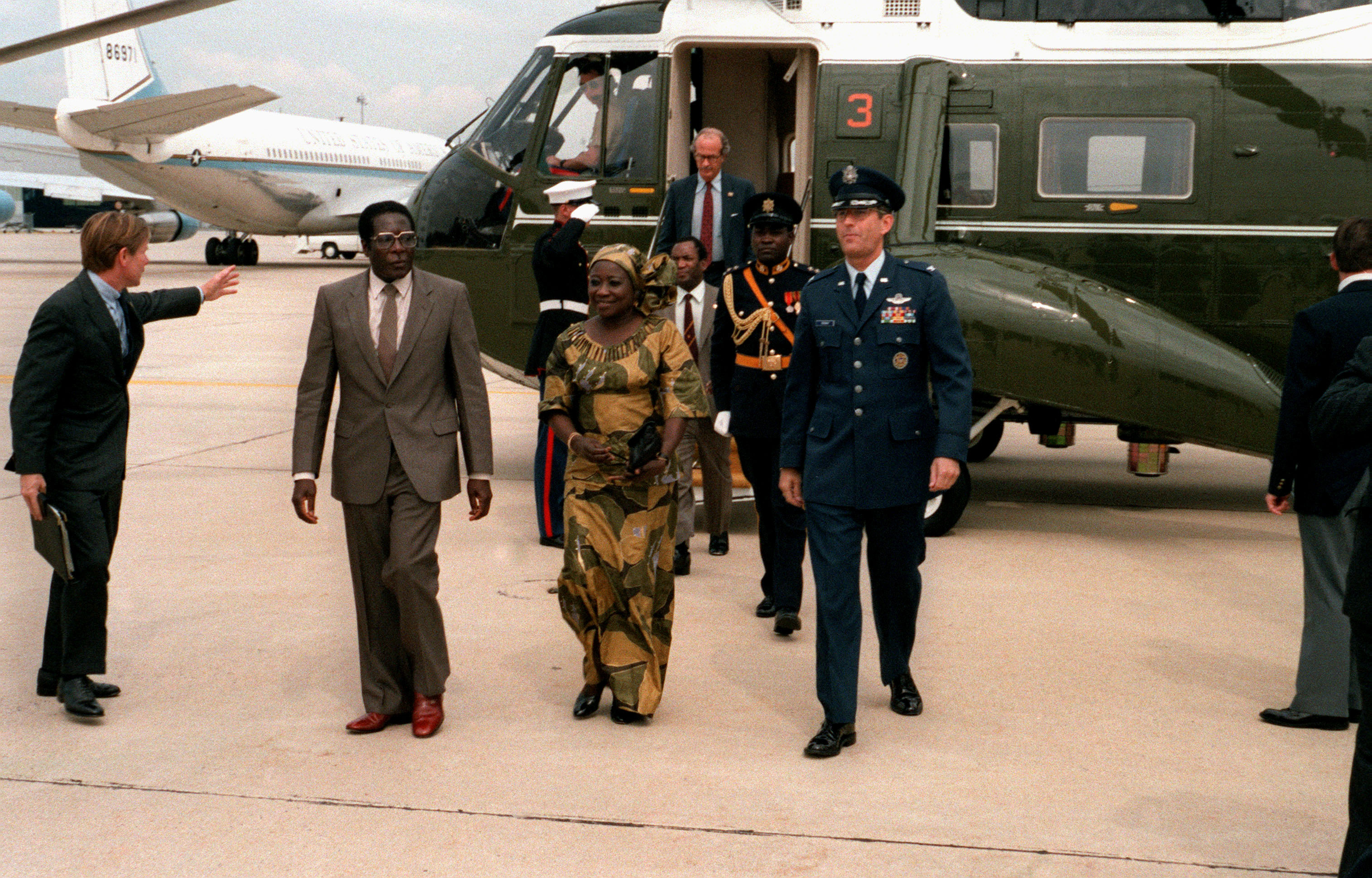
موغابي رئيس للوزراء يغادر قاعدة أندروز الجوية بعد زيارة رسمية إلى الولايات المتحدة في عام 1983.

عندما هبطت شعبية حزب زانو نتيجة للانكماش الاقتصادي تكونت حركة التغيير الديمقراطي، ومع حلول العد التنازلي لانتخابات مارس 2002 استهدف أعضاء حزب زانو حركة التغيير الديمقراطي ومؤيديها ووصل العنف إلى درجة غير مسبوقة وفي النهاية تلاعب حزب زانو بالانتخابات ومهد الطريق لحكم لانهائي لروبرت موغابي
ويقول منتقدو «موغابي» إنه يقوم بتشديد قبضته على السلطة، بإدخال تعديلات على مؤسسات الدولة، وتزوير الانتخابات البرلمانية التي جرت عام 2000, وانتخابات الرئاسة عام 2003، وهو ما دعا قوى معارضة إلى مقاطعة انتخابات اختيار أعضاء مجلس الشيوخ التي جرت أواخر نوفمبر 2005، ووصفوها بأنها «مهزلة».
اتفقت الدول الاعضاء في الاتحاد الأوروبي على مقاطعة مراسم تنصيب رئيس زيمبابوي روبرت موغابي في اعقاب فوزه المختلف عليه في الانتخابات الرئاسية
حملت بريطانيا رئيس زيمبابوي روبرت موغابي مسؤولية أعمال العنف التي تعرض لها زعماء المعارضة في بلاده.
في الثالث من أغسطس 2013 م تم إعلان فوز الرئيس روبرت موغابي بالانتخابات الرئاسية في بلاده. وأوضحت رئيسة اللجنة الانتخابية ريتا ماكارو ان موغابي حصل على 61% من الاصوات في الدورة الأولى، فيما حصل حزبه أيضا على الاكثرية الموصوفة لثلثي أعضاء الجمعية الوطنية.
وقالت ماكارو «أعلن ان السيد روبرت غابرييل موغابي من حزب زانو-بي.اف حصل على أكثر من نصف الاصوات في الانتخابات الرئاسية ولذلك فهو منتخب حسب الاصول رئيسا لجمهورية زيمبابوي ابتداء من هذا اليوم».
وقد حصل موغابي على 61% أمام منافسه ورئيس الوزراء مورغان تشانغيراي الذي حصل على 34% من الأصوات.

## نهاية الحكم
أجبر الجيش روبرت موغابي على تقديم استقالته من منصبه كرئيس لزيمبابوي يوم 21 نوفمبر2017 , لينهي بذلك حكما استمر 37 عاما. وتلى رئيس البرلمان رسالة من رئيس الدولة جاء فيها «أنا روبرت موغابي أسلّم رسميا استقالتي كرئيس لجمهورية زيمبابوي فورا».
وبدأ برلمان زيمبابوي إجراءات لعزله لإنهاء هيمنته على البلد الذي يحكمه منذ استقلاله قبل نحو 4 عقود، وكان قد سيطر الجيش على السلطة بعد أن عزل موغابي إميرسون منانجاجوا لتمهيد الطريق أمام زوجته غريس ماروفو لتولي الرئاسة.

## وفاته
توفي صباح يوم الجمعة 6 سبتمبر 2019، في مستشفى بسنغافورة، عن عمر ناهز 95 عاما.

## وصلات خارجية
- روبرت موغابي على موقع الموسوعة البريطانية (الإنجليزية)
- روبرت موغابي على موقع مونزينجر (الألمانية)
- روبرت موغابي على موقع إن إن دي بي (الإنجليزية)
- روبرت موغابي على موقع أوليمبيديا (الإنجليزية)

| المناصب الحزبية السياسية                                                                     | المناصب الحزبية السياسية                                           | المناصب الحزبية السياسية                           |
| -------------------------------------------------------------------------------------------- | ------------------------------------------------------------------ | -------------------------------------------------- |
| سبقه هربرت شيتيبو                                                                            | زعيم الاتحاد الوطني الأفريقي الزيمبابوي 1975–1987                  | زوال المنصب                                        |
| حزبٌ سياسيٌّ جديد اندماج الاتحاد الوطني الأفريقي الزيمبابوي والاتحاد الأفريقي الشعبي الزيمبابوي | زعيم الاتحاد الوطني الأفريقي الزيمبابوي - الجبهة الوطنية 1987–2017 | تبعه إمرسون منانغاغوا                              |
| المناصب السياسية                                                                             |                                                                    |                                                    |
| سبقه آبل موزوريوا كرئيس وزراء رودسيا زيمبابوي                                                | رئيس وزراء زيمبابوي 1980–1987                                      | شاغرتعليق المنصبحامل اللقب التاليمورغان تسفانغيراي |
| سبقه كنعان بانانا                                                                            | رئيس زيمبابوي 1987–2017                                            | تبعه إمرسون منانغاغوا                              |
| المناصب الدبلوماسية                                                                          |                                                                    |                                                    |
| سبقه زيل سينغ                                                                                | الأمين العام لحركة عدم الانحياز 1986–1989                          | تبعه يانيز درنوفشيك                                |
| سبقه بول بيا                                                                                 | رئيس منظمة الوحدة الأفريقية 1997–1998                              | تبعه بليز كومباوري                                 |
| سبقه محمد ولد عبد العزيز                                                                     | رئيس الاتحاد الأفريقي 2015–2016                                    | تبعه إدريس ديبي إتنو                               |